# Waga hydrostatyczna
Waga hydrostatyczna – waga umożliwiająca pomiar gęstości ciała (szczególnie o nieregularnych kształtach) w oparciu o prawo Archimedesa. Stanowić ją może zwykła waga analityczna umieszczona na statywie tak, aby móc zawiesić ważone ciało od dołu szalki wagi. Badaną próbkę ciała zawieszoną na cienkim drucie (o masie zaniedbywalnie małej) ważymy dwukrotnie: raz w powietrzu, drugi raz w cieczy wzorcowej, najczęściej wodzie destylowanej. Wskazania wagi w drugim przypadku są mniejsze (pomniejszone o siłę wyporu, skierowaną przeciwnie do siły ciężkości), zgodnie z prawem Archimedesa, które mówi, że: „Ciało zanurzone w cieczy traci pozornie na ciężarze tyle, ile wynosi ciężar wypartej cieczy”.
Objętość próbki obliczana jest ze wzoru:
{\displaystyle V_{o}={\frac {m_{1}-m_{2}}{\rho _{cieczy}}}} [cm³],
gdzie:
{\displaystyle m_{1}} – masa próbki nasyconej cieczą mierzona w powietrzu [g],
{\displaystyle m_{2}} – masa próbki nasyconej cieczą mierzona na wadze hydrostatycznej [g],
{\displaystyle \rho _{cieczy}} – gęstość cieczy [g/cm³].
Gęstość próbki obliczana jest ze wzoru:
{\displaystyle \rho _{o}={\frac {m_{s}}{V_{o}}},} [g/cm³]
gdzie:
{\displaystyle m_{s}} – masa próbki suchej [g],
{\displaystyle V_{o}} – objętość [cm³].